# 전북특별자치도익산교육지원청
전북특별자치도익산교육지원청(全北特別自治道益山敎育支援廳, Iksan Office of Education)은 전북특별자치도교육청 산하 교육지원청이다. 전북특별자치도 익산시 마동 291에 소재해있으며, 익산시를 관할한다.
교육장은 장학관으로 보한다.

## 산하 기관

### 초등학교
| - 금마초등학교 - 금성초등학교 - 낭산초등학교 - 다송초등학교 - 망성초등학교 - 미륵초등학교 - 삼기초등학교 - 석불초등학교 - 성당초등학교 - 성북초등학교 - 여산초등학교 - 영만초등학교 - 오산남초등학교 - 오산초등학교 - 왕궁남초등학교 | - 왕궁초등학교 - 왕북초등학교 - 용남초등학교 - 용북초등학교 - 용산초등학교 - 용성초등학교 - 용안초등학교 - 웅포초등학교 - 이리계문초등학교 - 이리고현초등학교 - 이리남창초등학교 - 이리남초등학교 - 이리동남초등학교 - 이리동북초등학교 - 이리동산초등학교 | - 이리동초등학교 - 이리마한초등학교 - 이리모현초등학교 - 이리백제초등학교 - 이리부송초등학교 - 이리부천초등학교 - 이리북일초등학교 - 이리북초등학교 - 이리삼성초등학교 - 이리서초등학교 - 이리석암초등학교 - 이리송학초등학교 - 이리신동초등학교 - 이리신흥초등학교 - 이리영등초등학교 | - 이리중앙초등학교 - 이리초등학교 - 이리팔봉초등학교 - 익산궁동초등학교 - 익산어양초등학교 - 익산옥야초등학교 - 익산초등학교 - 익산한벌초등학교 - 천서초등학교 - 춘포초등학교 - 함라초등학교 - 함열초등학교 - 황등남초등학교 - 황등초등학교 - 흥왕초등학교 |

### 중학교
| - 남성중학교 - 삼기중학교 - 성당중학교 - 여산중학교 - 왕궁중학교 - 용안중학교 - 웅포중학교 | - 원광여자중학교 - 원광중학교 - 이리남성여자중학교 - 이리남중학교 - 이리동중학교 - 이리북중학교 - 이리영등중학교 | - 이리중학교 - 이일여자중학교 - 익산부송중학교 - 익산부천중학교 - 익산어양중학교 - 익산중학교 | - 익산지원중학교 - 진경여자중학교 - 함라중학교 - 함열여자중학교 - 함열중학교 - 황등중학교 |